# Lemoniada

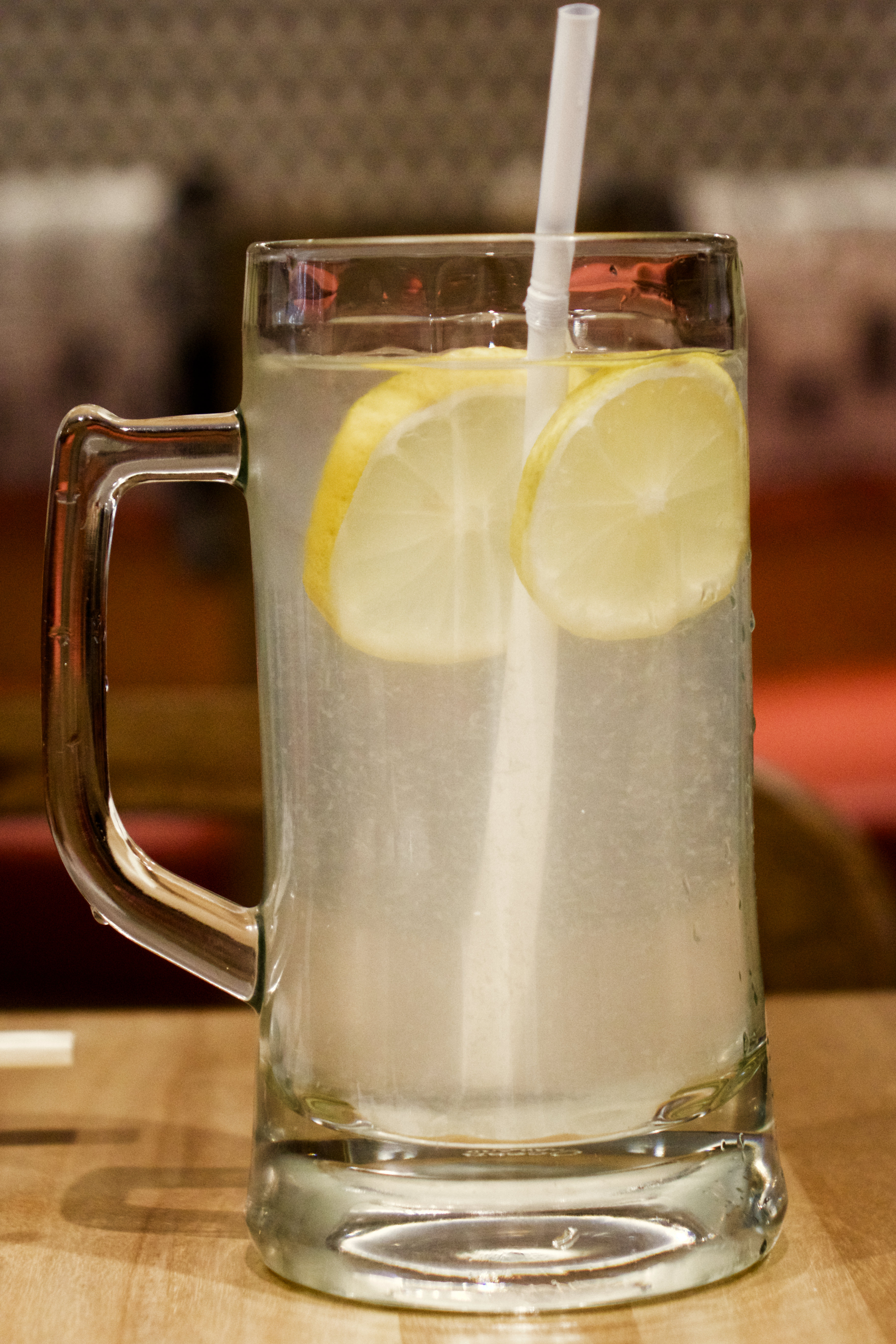
Lemoniada

Lemoniada – napój chłodzący o kwaskowatym smaku składający się z wody, cukru i soku cytrynowego, niekiedy gazowany. 

## Warianty
Występuje w wielu wariantach, jednak klasyczną, domową lemoniadę sporządza się ze słodzonej, przegotowanej wody (albo wody sodowej) z dodatkiem naturalnych soków cytrusowych (cytryna, limonka, pomarańcza) oraz startej skórki z tych owoców. Napój podaje się oziębiony, a dla podniesienia smaku i wyglądu do każdej porcji napoju wkłada się plasterek pomarańczy lub cytryny. Można podać również z kostkami lodu i słomką, najlepiej w wysokiej szklance.
Sok zastępowany bywa przez inny kwas – pochodzenia roślinnego lub sztuczny.
Lemoniada jest napojem bezalkoholowym, wchodzi jednak w skład drinków, np. jako dodatek do piwa – napoje shandy, gaseosa, panaché, panasch, radler, alsterwasser, potsdamer, russ.

## Historia
Edycja pisma Medical Times z 1846 podaje przykłady stosowania lemoniady jako lekarstwa w szpitalach paryskich. 
Henry Mayhew w wydanej w 1864 pracy o ludności ubogiej Londynu pisze o sprzedaży lemoniady jako podstawy utrzymania biedaków w sezonie letnim. Lemoniada, nazywana w zależności od zastosowanych dodatków smakowych nektarem albo perskim sorbetem, miała składać się z pięciu podstawowych składników (woda, cukier, soda, kwas i sok owocowy). Podaje też przykłady ulicznej sprzedaży lemoniady – zarówno z dystrybutorów, jak i butelkowanej. 